# NGC 4889
NGC 4889 ist eine sehr große elliptische Galaxie im Sternbild Haar der Berenike, die fast im Zentrum des Coma-Haufens liegt und etwa 289 Millionen Lichtjahre von der Milchstraße entfernt ist.
Sie ist vom Typus der cD-Galaxien und dominiert – zusammen mit einer zweiten, etwas schwächer leuchtenden Riesengalaxie namens NGC 4874 – das Schwerefeld des Galaxienhaufens. Die beiden Sternsysteme haben ein hohes Alter und sind wahrscheinlich aus der Verschmelzung mehrerer kleiner Spiralgalaxien entstanden.
NGC 4889 wurde am 11. April 1785 von dem deutsch-britischen Astronomen Wilhelm Herschel entdeckt. 1973 erklärten Jack Sulentic und William Tifft im RNGC die von Heinrich Ludwig d’Arrest am 6. April 1864 beschriebene Galaxie NGC 4884 als identisch mit NGC 4889.
Im Zentrum von NGC 4889 befindet sich das größte bisher (Stand Dezember 2019) direkt gemessene schwarze Loch, mit einer Masse von geschätzten 21 Milliarden Sonnenmassen (‚best fit‘ aus dem Bereich 6 bis 37 Milliarden Sonnenmassen).